# Zor al-Sarmiyah
Zor al-Sarmiyah (tiếng Ả Rập: زور الصارمية) là một ngôi làng Syria nằm ở phó huyện của huyện Hama ở tỉnh Hama. Theo Cục Thống kê Trung ương Syria (CBS), Zor al-Sarmiyah có dân số 538 trong cuộc điều tra dân số năm 2004.